# Wendelsheim (Rottenburg)

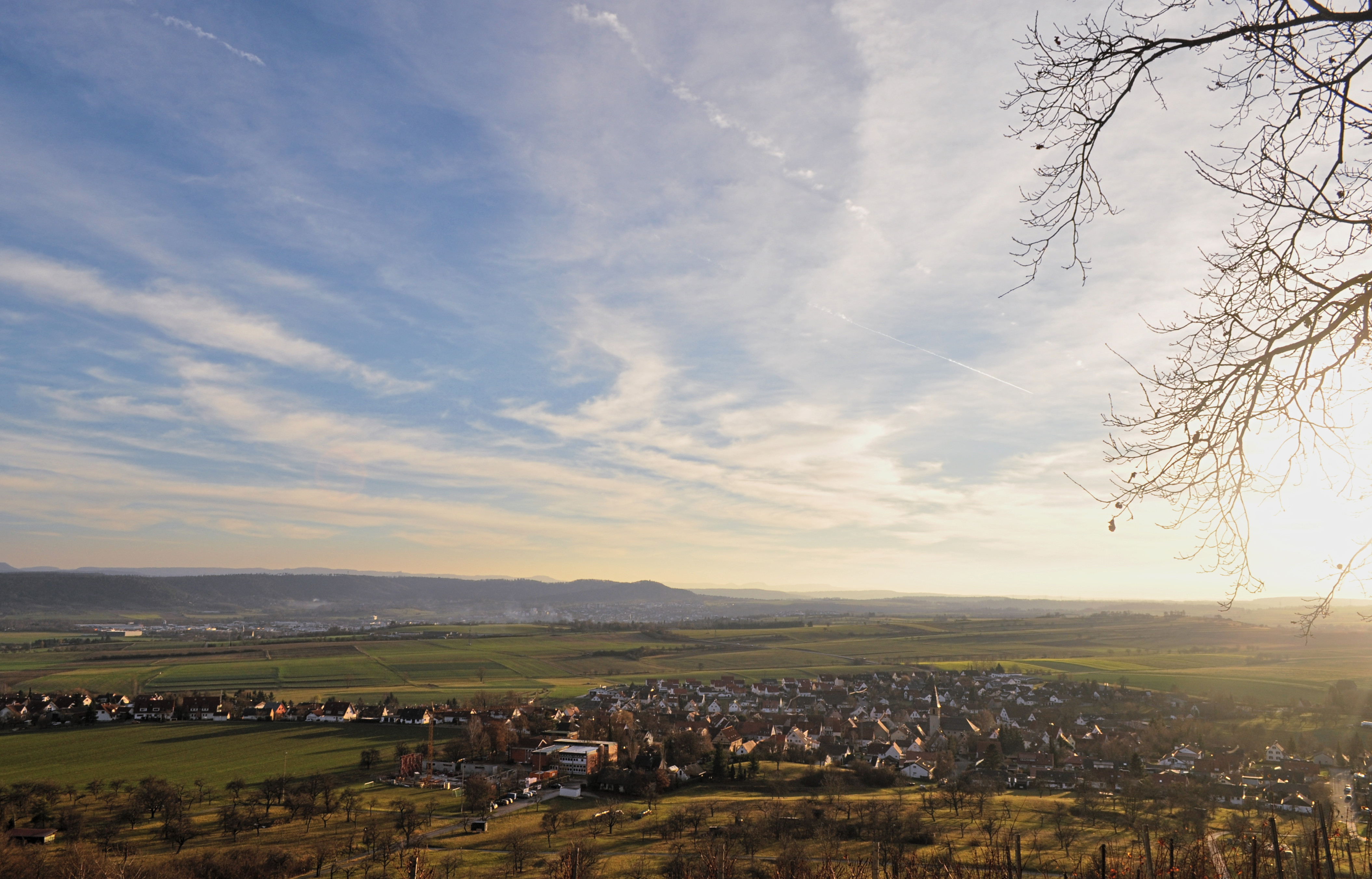
Wendelsheim vom Pfaffenberg

Wendelsheim ist ein Stadtteil von Rottenburg am Neckar im Landkreis Tübingen in Baden-Württemberg (Deutschland).

## Geographie
Wendelsheim liegt rund drei Kilometer nördlich von Rottenburg am Neckar und elf Kilometer südwestlich von Tübingen.

### Ausdehnung
Die Gesamtfläche des Ortes Wendelsheim beträgt 470 ha. Hiervon entfallen 71,0 % auf landwirtschaftliche Fläche, 15,0 % auf Waldfläche, 13,6 % auf Siedlungs- und Verkehrsfläche, 0,2 % auf Wasserfläche und 0,2 % auf die übrige Nutzung.

### Nachbarorte
Folgende Orte grenzen an Wendelsheim, sie werden im Uhrzeigersinn beginnend im Norden genannt: Oberndorf, Wurmlingen, Rottenburg (Kernstadt) und Seebronn (alle Landkreis Tübingen).

## Bevölkerung
In Wendelsheim leben 1628 Personen (Stand Ende April 2015). In Bezug zur Gemarkungsfläche von 4,70 km² entspricht dies einer Bevölkerungsdichte von 346 Einwohnern pro Quadratkilometer.
Einwohnerentwicklung
- 1930: 0506 Einwohner
- 1945: 0612 Einwohner
- 1960: 0980 Einwohner
- 1961: 0842 Einwohner
- 1970: 1049 Einwohner
- 1975: 1278 Einwohner
- 1990: 1542 Einwohner
- 2005: 1719 Einwohner
- 2006: 1578 Einwohner
- 2013: 1603 Einwohner
- 2015: 1628 Einwohner

## Geschichte
Auf einer flachen Anhöhe zwischen dem Ammer- und Neckartal liegt das um 1180 („Winolfhein“) erstmals genannte Dorf, das im 12. Jahrhundert den Pfalzgrafen von Tübingen gehörte. Von diesen kam es bald an die Grafen von Hohenberg, die auf der nordöstlichen, über dem Dorf gelegenen „Ebene“ Gericht hielten. Dieses Landgericht wurde 1378 mit kaiserlicher Bewilligung in die Stadt Rottenburg verlegt. Mit der Grafschaft Hohenberg kam das Dorf 1381 an Österreich, 1805 an Württemberg (Oberamt Rottenburg, 1938 Kreis Tübingen). Der Ort wurde bis 1762, als Österreich nach wechselnder Besitzfolge die stark zersplitterten Herrschaftsrechte an sich zog, an verschiedene Adelsfamilien als Lehen ausgegeben: an die Amman (1389), später an die Färber und an die Eicher, die sich beide nach Wendelsheim nannten, an die Herren von Suntheim gen. Ufenloch (1488), deren Eigengut im 16. Jahrhundert zum Ritterkanton Neckar-Schwarzwald gehörte.
Am 1. Februar 1972 wurde Wendelsheim in die Stadt Rottenburg am Neckar eingegliedert.

## Politik
Gemeindepartnerschaften
Wendelsheim hat am 12. Oktober 1979 einen Partnerschaftsvertrag mit der französischen Gemeinde Ablis (Île-de-France, etwa 30 km südlich von Paris) geschlossen. Die Beziehungen entstanden durch einen Wendelsheimer, der als Kriegsgefangener in Ablis in der dortigen Fußballmannschaft mitspielte. Bereits 1969 gab es Begegnungen der Fußballmannschaften der beiden Partnerorte. Zwischenzeitlich finden regelmäßig gegenseitige Besuche der Vereine und der Jugend statt. Die Abliser Straße in Wendelsheim soll an die Partnerschaft erinnern.
Zudem besteht eine Partnerschaft mit dem gleichnamigen Wendelsheim in Rheinland-Pfalz. 

## Kultur und Sehenswürdigkeiten

### Märchensee
Der Märchensee liegt in einem bis in die 1960er Jahre betriebenen Steinbruch nahe dem Pfaffenberg bei Wendelsheim. Der Steinbruch wurde inzwischen als flächenhaftes Naturdenkmal ausgezeichnet und steht unter Naturschutz. Der Märchensee ist einer der seltenen Laichplätze der Geburtshelferkröten. Seit einiger Zeit verliert er immer mehr Wasser, da der Untergrund mit den Jahren brüchiger geworden ist. Allerdings wird nicht der gesamte Steinbruch vom Märchensee bedeckt. Ein Teil des Steinbruchs liegt trocken, es gibt weitere kleine Seen.

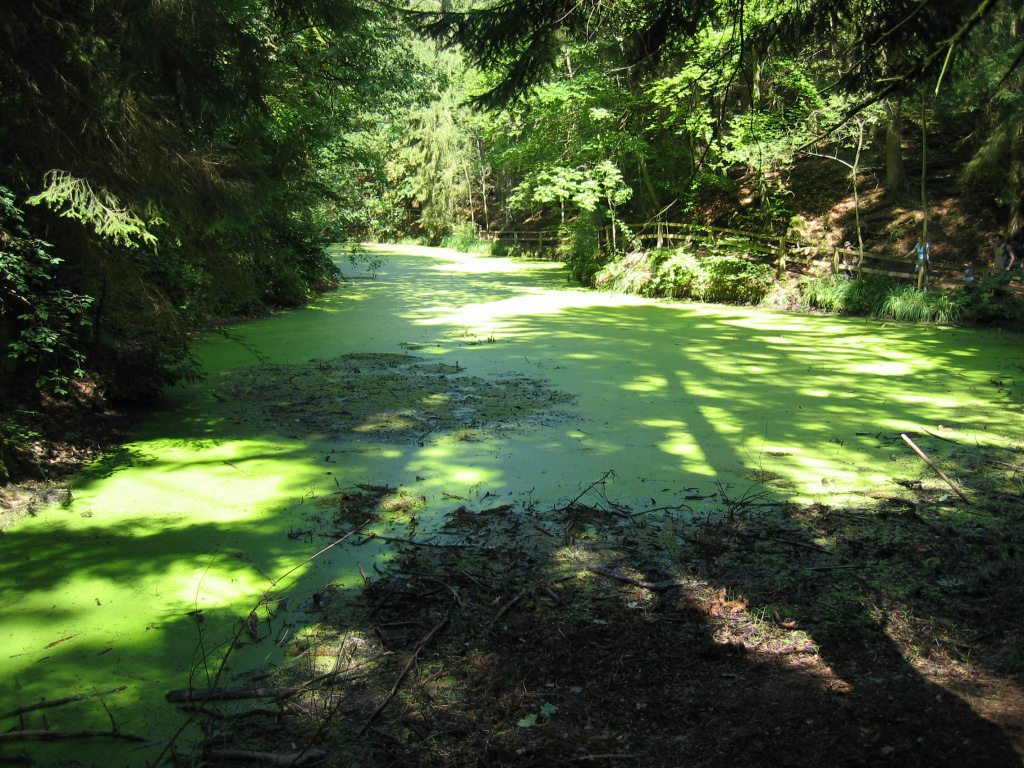
Märchensee bei Wendelsheim (August 2004)
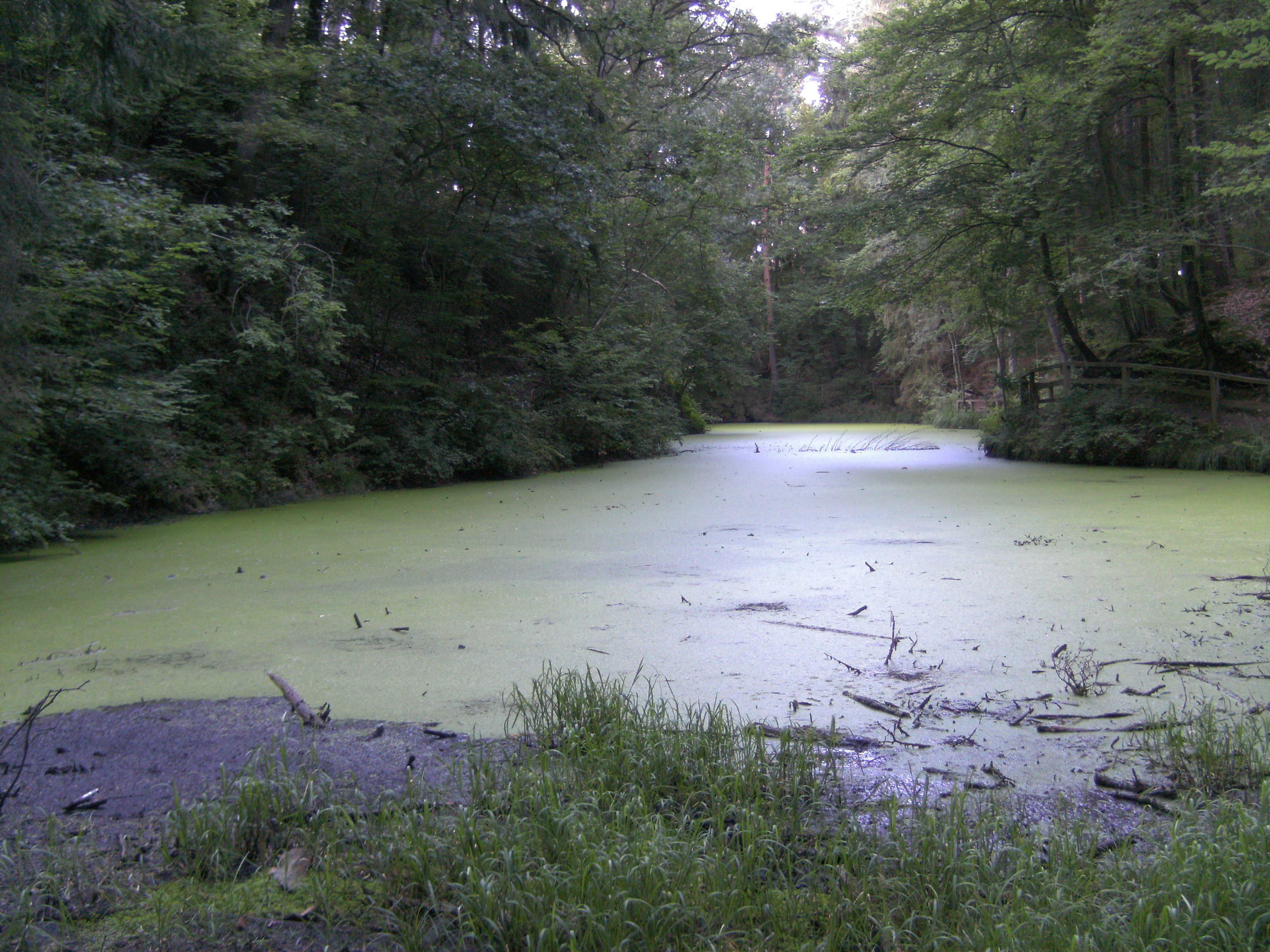
Märchensee am 3. August 2008
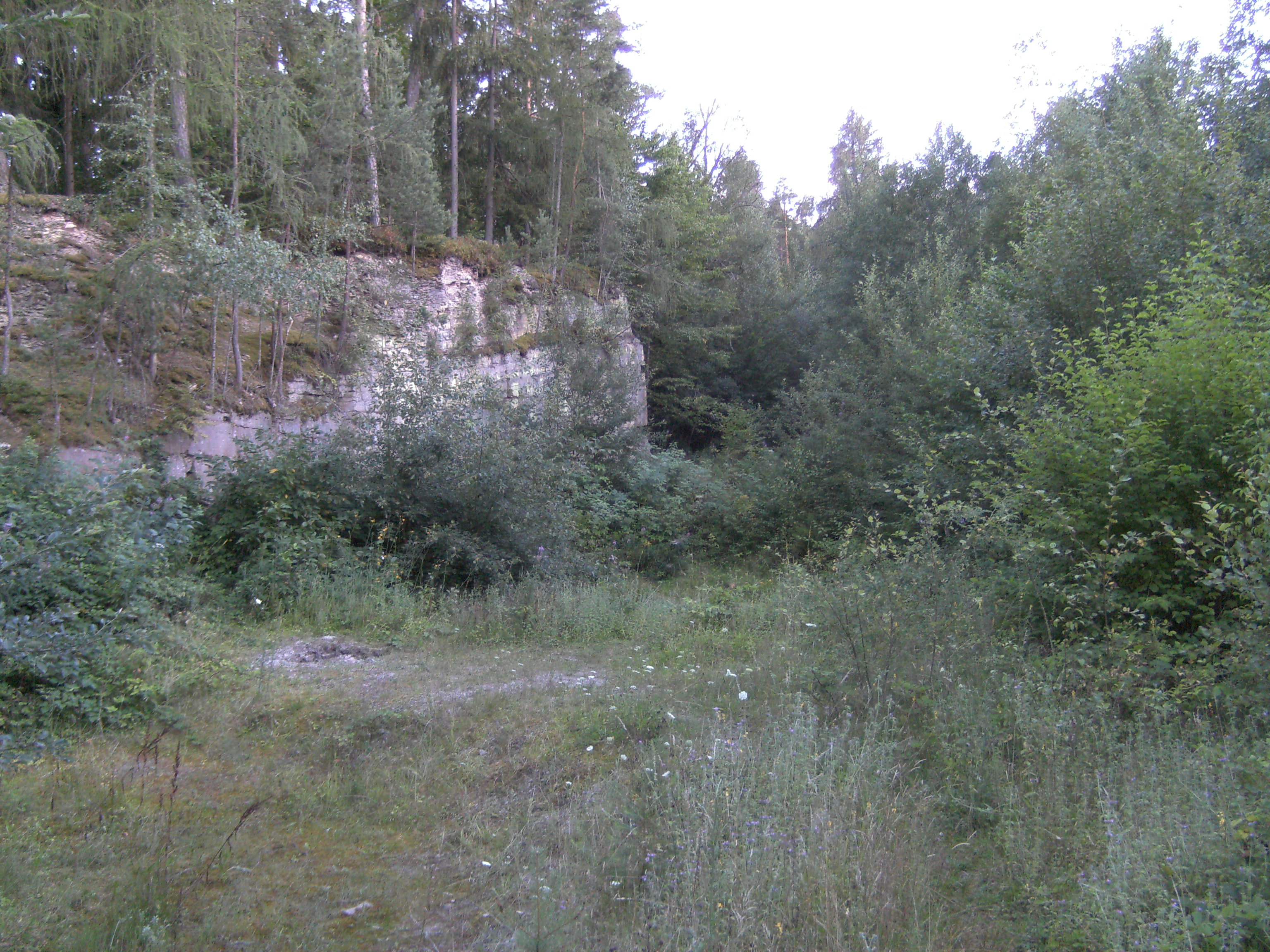
Trockener Teil des Steinbruchs beim Märchensee
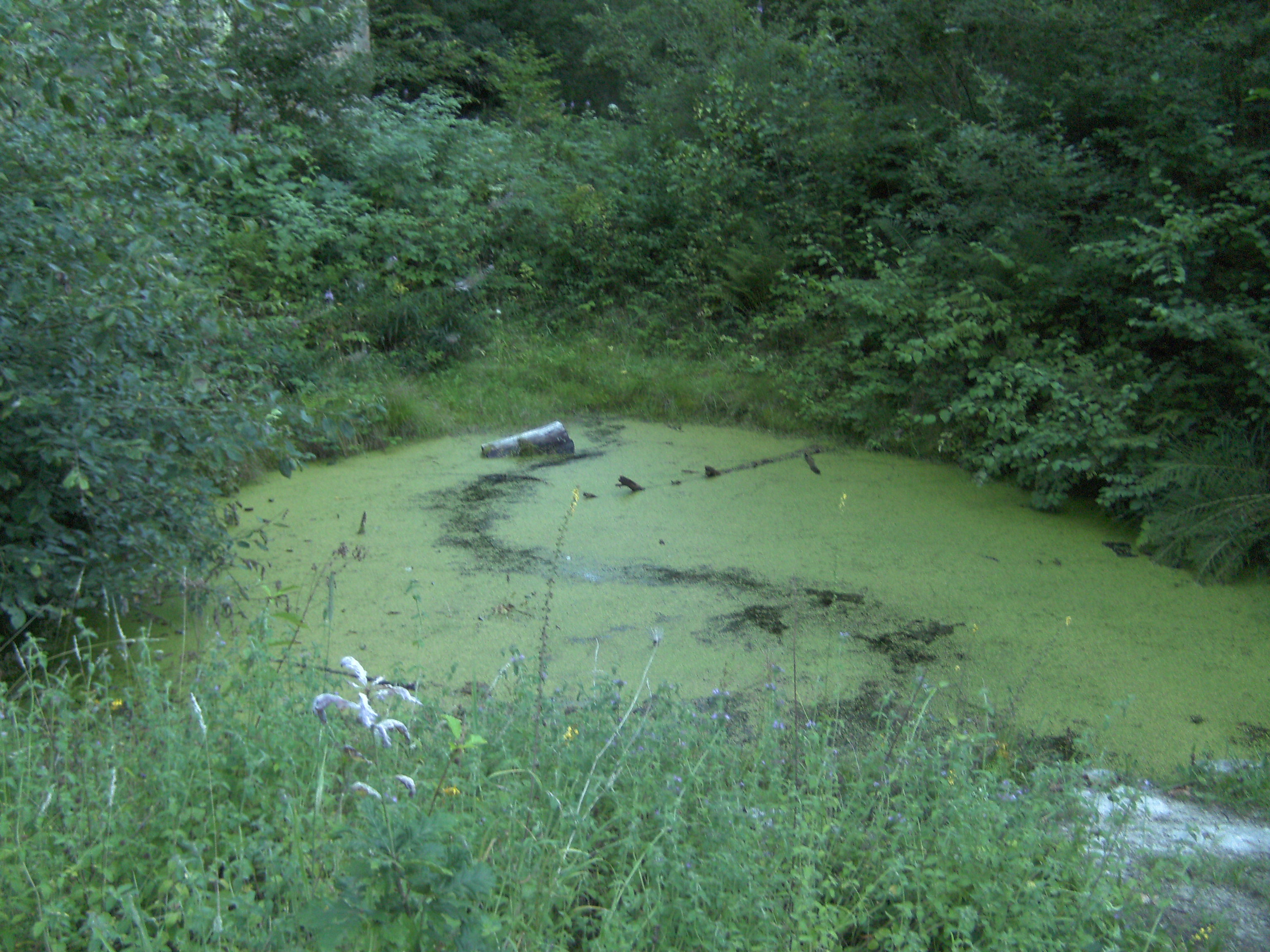
Kleiner See im Steinbruch am Märchensee

### Bauwerke
- Dorfpfarrkirche St. Katharina: Chor mit Wandmalereien, um das Jahr 1400 – Umgestaltung der Kirche im neugotischen Stil 1895.

## Wirtschaft und Infrastruktur

### Bildung
Wendelsheim verfügt über eine Grundschule. Die Hauptschule wurde zum Ende des Schuljahres 2008/2009 aus Kostengründen geschlossen.

## Persönlichkeiten
Söhne und Töchter des Ortes:
- Philipp Schäfer (1934–2002), Theologe
- Gunnar Luderer (* 1977), Physiker und Hochschullehrer
- Sven Reutter (* 1996), Radrennfahrer

Persönlichkeiten, die vor Ort gewirkt haben:
- Johann Nepomuk Locherer (1773–1837), Theologe und Hochschullehrer; war in Wendelsheim Priester